# Bernard DeVoto
Bernard Augustine DeVoto (Ogden, 11 gennaio 1897 – New York, 13 novembre 1955) è stato uno storico e scrittore statunitense.

## Biografia
Nato a Ogden, nello Stato statunitense del Utah, studiò all'university of Utah e poi all'Università di Harvard. Dal 1922 al 1927 lavorò al Northwestern University, dove pubblicò i suoi primi racconti e conobbe la sua moglie Helen Avis MacVicar da cui ebbe un figlio. 
Nel 1929 cominciò ad insegnare all'università di Harvard, specializzandosi nello studio di Mark Twain. Vi rimase fino al 1936, quando lasciò l'insegnamento per dedicarsi completamente alla propria attività letteraria, come editore dell'Harper's Magazine. Nel 1948 venne premiato con il premio Pulitzer per la storia e con il Premio Bancroft, entrambi per l'opera Across the Wide Missouri.
DeVoto muore a New York nel 1955, all'età di 58 anni.

## Opere
- Mark Twain's America (1932)
- We Accept With Pleasure (1934)
- Mark Twain in Eruption (1940)
- Mark Twain at Work (1942)
- The Year of Decision: 1846 (1942)
- The Literary Fallacy (1944)
- The Portable Mark Twain (1946)
- Across the Wide Missouri (1947)
- The Hour: A Cocktail Manifesto (1948)
- The World of Fiction (1950)
- The Course of Empire (1952)
- The Journals of Lewis and Clark (1953)